# 니시야촌
니시야촌(일본어: 西谷村)은 1921년 4월 1일부터 1927년 4월 1일까지 존재했던 일본 가나가와현 쓰즈키군의 촌이다. 

## 지리
현재의 요코하마시 호도가야구 서부, 아사히구 동부에 해당한다.

## 역사
- 1889년 4월 1일 - 정촌제 시행에 의해 쓰즈키군 니시야촌이 성립하였다.
- 1927년
  - 4월 1일 - 요코하마시에 편입해, 동일 니시야촌은 폐지되었다.
  - 10월 1일 - 요코하마시가 정령지정도시로 이행되어, 구 니시야촌역이 호도가야구의 일부가 되었다.

## 교통

### 철도
- 가미나카 철도 (현:사가미 철도)
  - 본선

### 도로
- 하치오지 가도 (현재의 국도 제16호선)

## 참고 문헌
- 角川日本地名大辞典編纂委員会,『角川日本地名大辞典 神奈川県』1984, 角川書店